# Quamtana oku
Quamtana oku är en spindelart som beskrevs av Huber 2003. Quamtana oku ingår i släktet Quamtana och familjen dallerspindlar.
Artens utbredningsområde är Kamerun. Inga underarter finns listade i Catalogue of Life.